# Cirrochroa martini
Cirrochroa martini är en fjärilsart som beskrevs av Hans Fruhstorfer 1906. Cirrochroa martini ingår i släktet Cirrochroa och familjen praktfjärilar. Inga underarter finns listade i Catalogue of Life.